# Sokolovna v Holicích

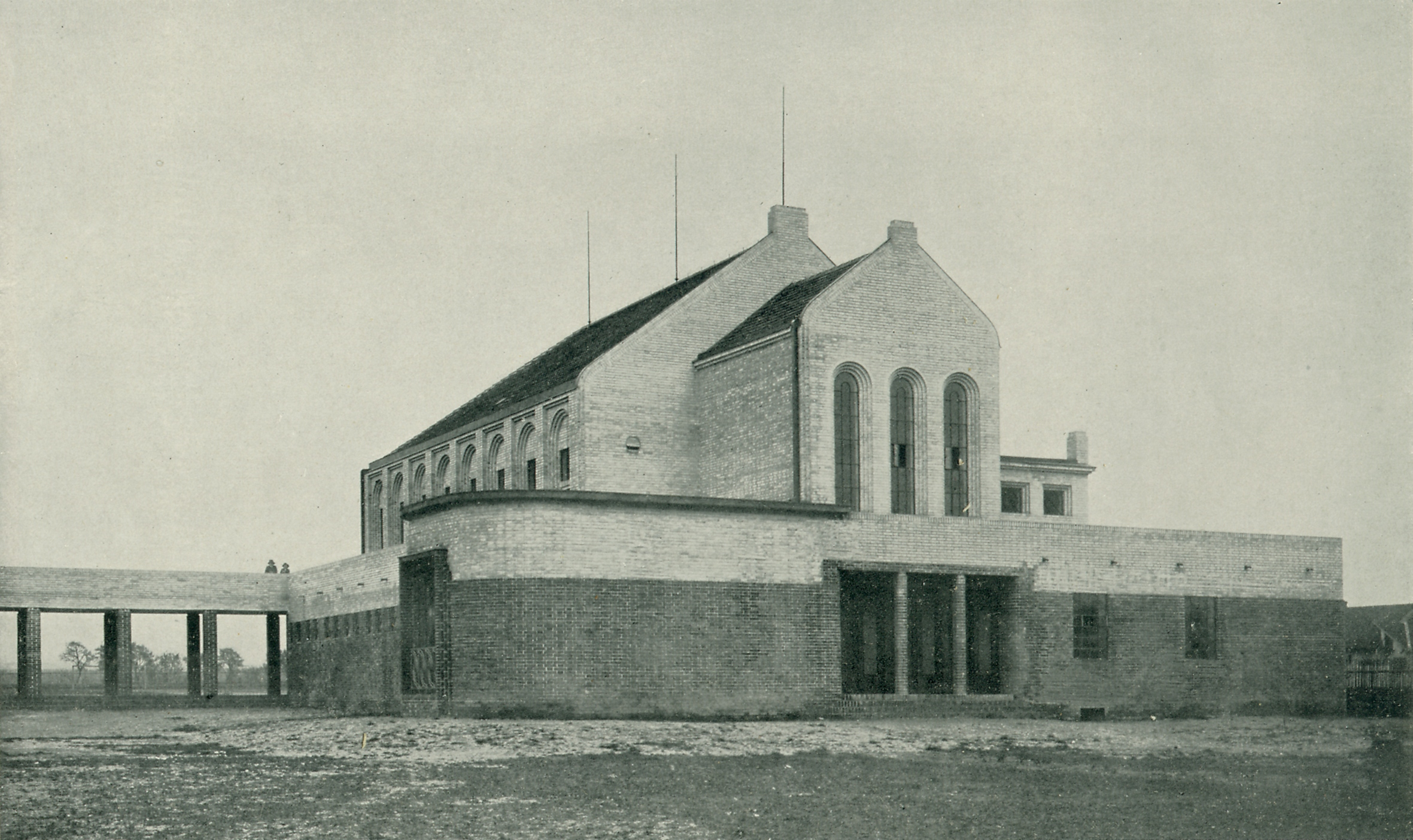
Sokolovna Holice krátce po dokončení.

Sokolovna v Holicích je budova postavená v roce 1913 podle plánů architekta Otakara Novotného v duchu geometrické moderny. Ten navrhl pro holickou sokolskou jednotu kromě budovy i vybavení její klubovny. Silná místní obec sokolská počala uvažovat o výstavbě vlastního domu již v roce 1905, kdy zakoupila potřebné pozemky. První návrh z roku 1908 se skládal z tělocvičny, přednáškového a divadelního sálu a veřejných lázní.. U druhé verze projektu z let 1910–1911 bylo zachováno dispoziční řešení, ale byla zredukována dekorativnost. Plášť budovy byl navržen z režného zdiva.. Základní kámen byl položen v srpnu 1912. Projekt ale z finančních důvodů nebyl realizován v plném rozsahu. Slavnostní otevření se konalo při župním sokolském sletu v srpnu 1913. Hypotéku jednota splácela ještě dalších 23 let,až do roku 1936.. Budova ve svém počátku sloužila i jako kulturně-společenské středisko. Za druhé světové války zmizel z průčelí budovy velký sokol. Po válce, v letech 1949 až 1956 sloužila sokolovna holickým občanům hlavně jako kino. Na počátku 21. století patří výhradně tělovýchově a sportu pro místní školy a kluby..

## Galerie

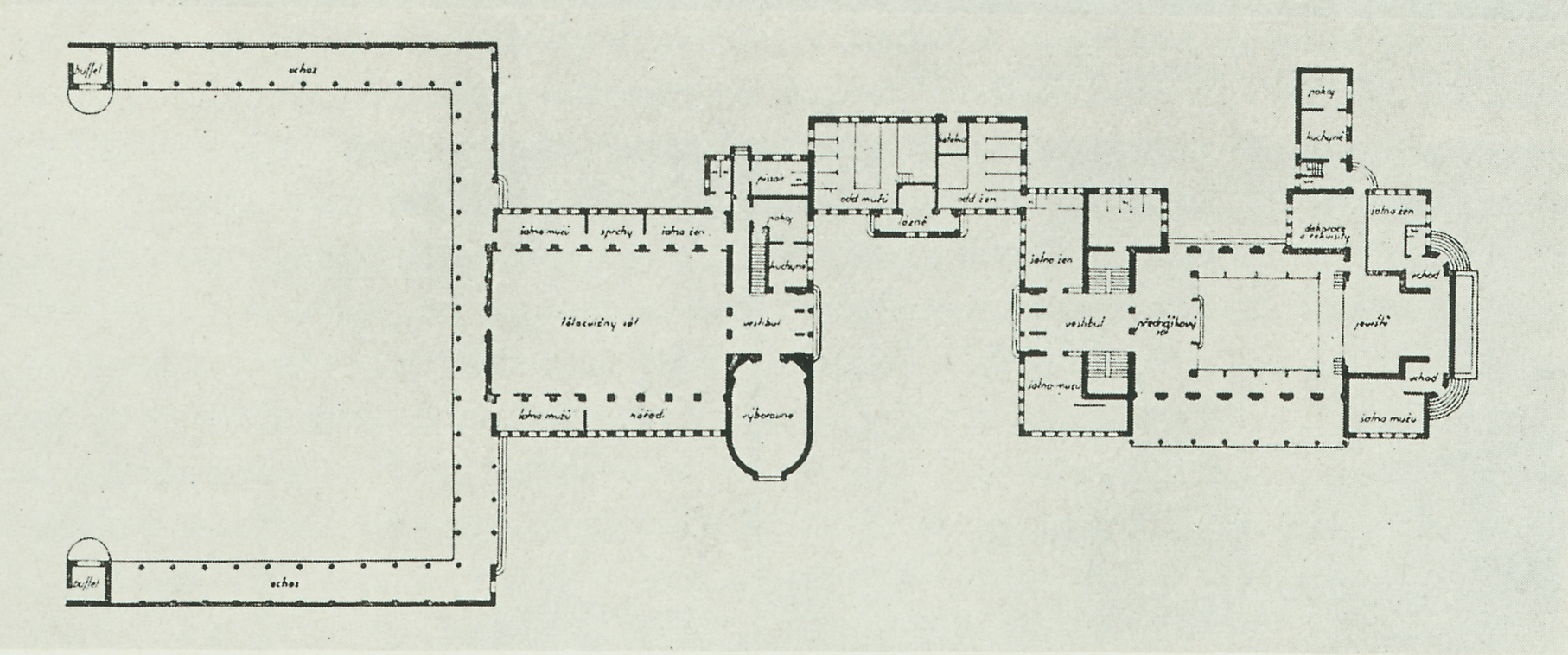
Půdorys druhé verze projektu, realizována byla jen levá část.
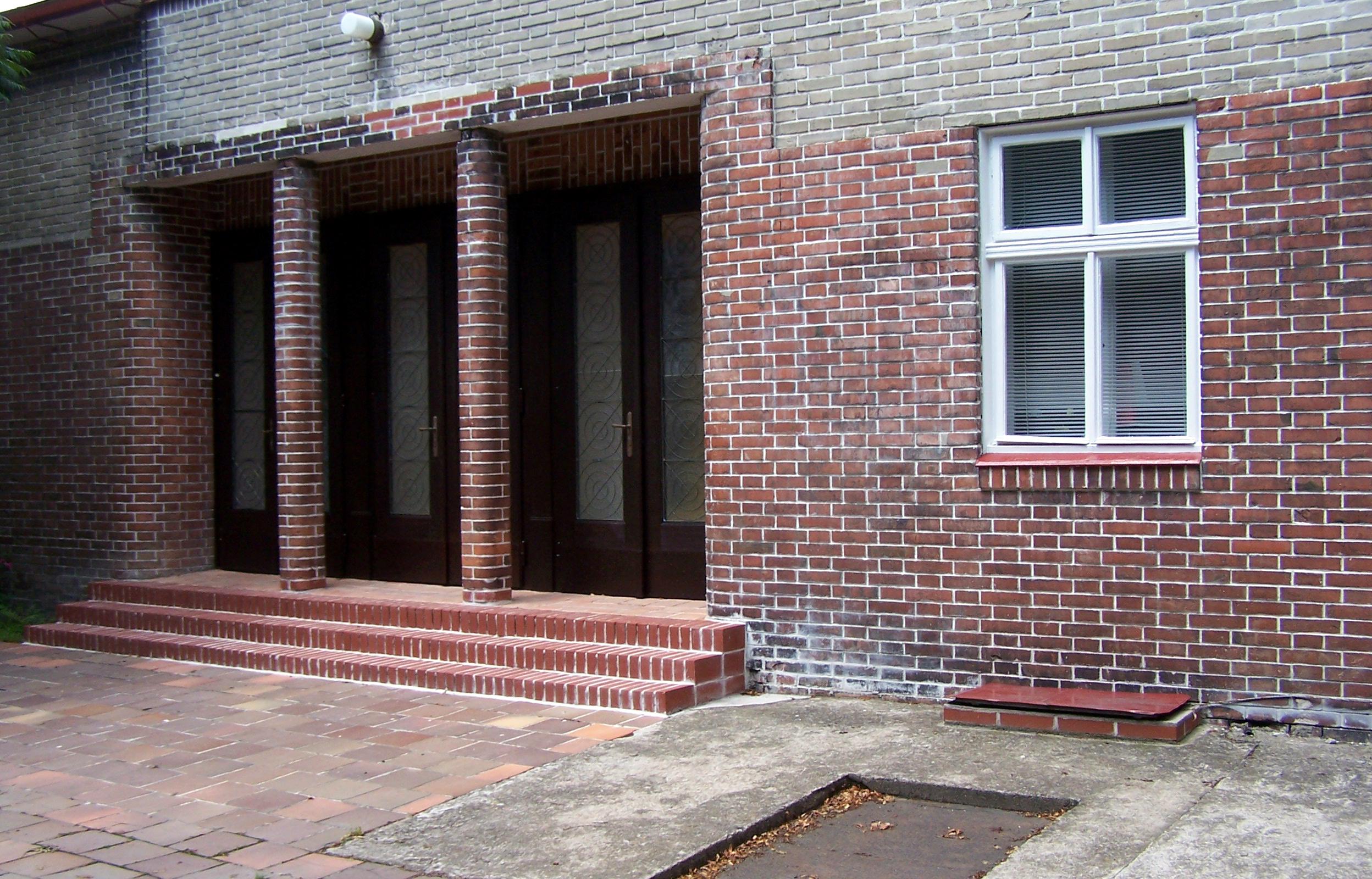
Sokolovna v Holicích
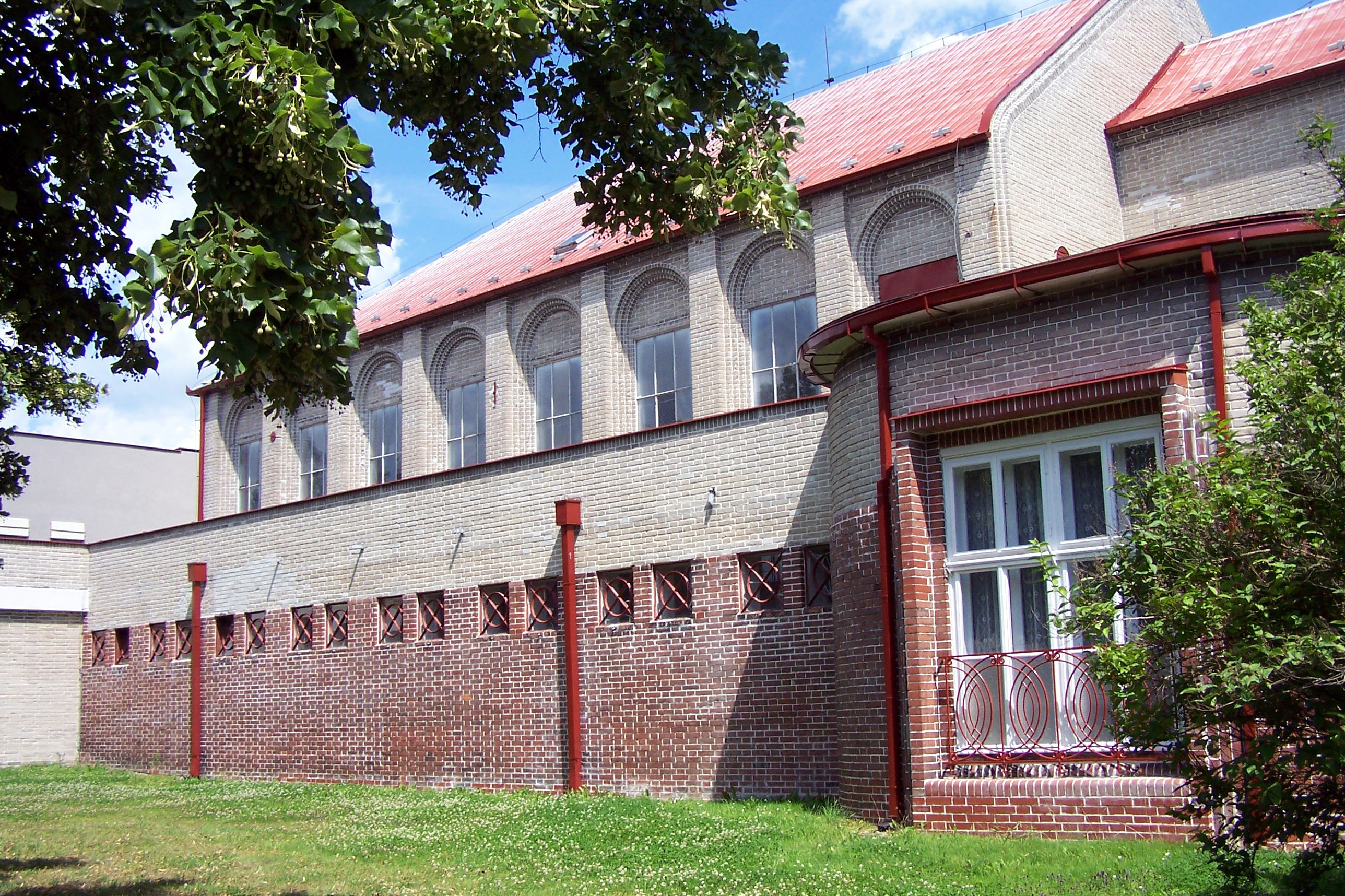
Pohled z Holubovy ulice
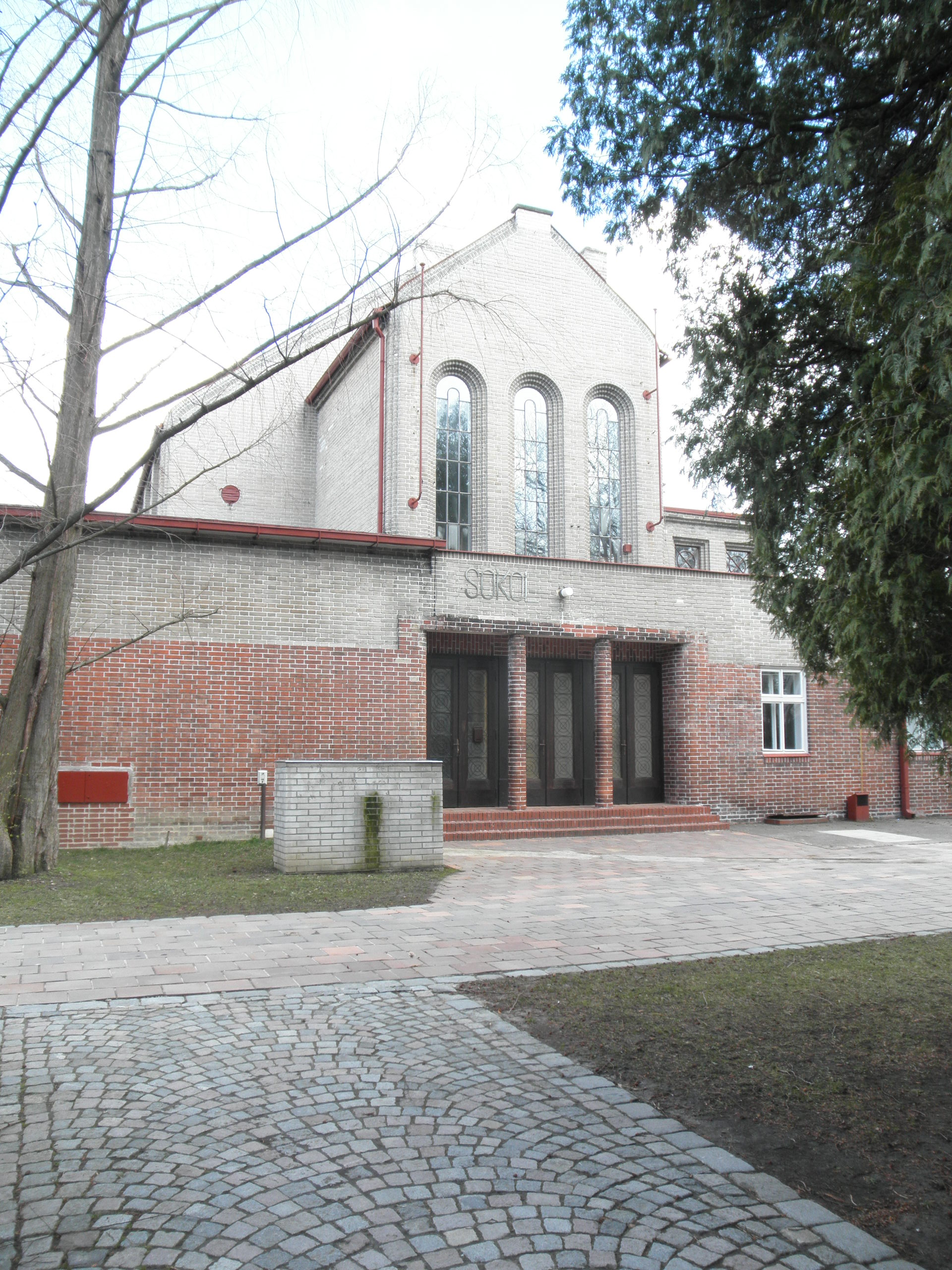
Sokolovna
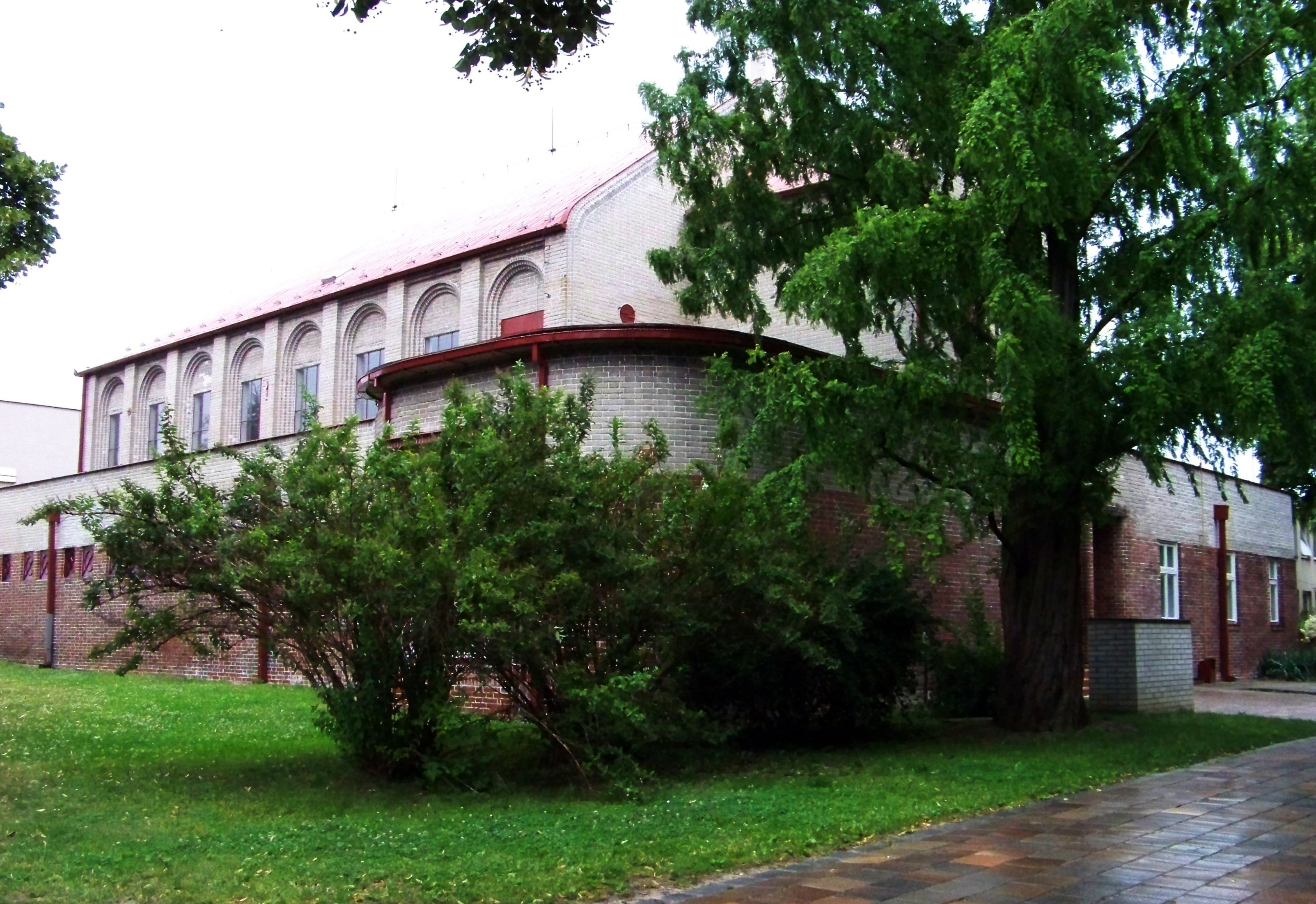
Pohled z Holubovy ulice
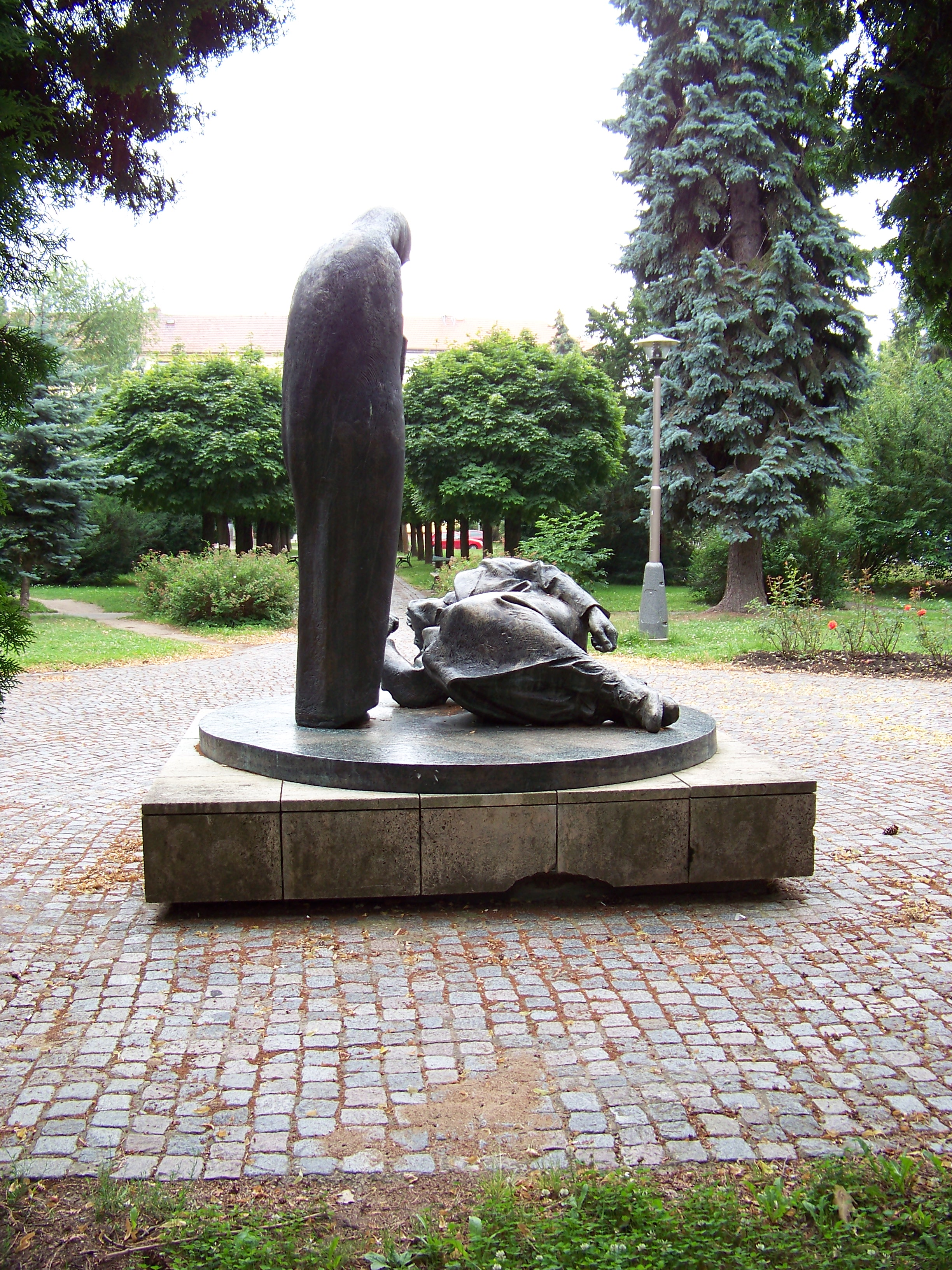
Památník obětem války a odboje před sokolovnou